# Wilfred Agbonavbare
Wilfred Agbonavbare (Lagos, Nigèria, 5 d'octubre de 1966 - Alcalá de Henares, 27 de gener de 2015) fou un futbolista nigerià que jugava de porter.

## Trajectòria
Wilfred va donar els seus primers passos al New Nigeria Bank, club amb el qual debutà a la màxima categoria del seu país. Hi va romandre des de 1983 fins a 1989, i en aquest temps guanya la lliga (1985) i dos campionats de clubs de la WAFU (1983 i 1984). No supera una prova al Brentford FC anglès i de nou a Nigèria, fitxa pels BCC Lions.
L'estiu de 1990 aplega a l'Estat espanyol i realitza proves en diversos equips. Felines, l'entrenador del Rayo Vallecano, de Segona Divisió, es fixa en Wilfred i aposta pel seu fitxatge. De seguida es fa amb la titularitat i amb els de Vallecas aconsegueix l'ascens a Primera Divisió en la qual debuta al setembre de 1992 davant el València CF. A la segona jornada, front el CD Logroñés, fou expulsat, el que va comportar que perdés el lloc davant de Toni Jiménez, campió olímpic a Barcelona. Recuperà la titularitat entre els pals rayistes, i al maig de 1993, va aturar un penal a Míchel al Santiago Bernabéu, clau per al meritori 1-1 del Rayo al Reial Madrid.
La marxa de Toni al RCD Espanyol va apuntalar el domini de Wilfred a la porteria frangirroja, tant a la campanya 93-94 a Primera com la següent a Segona Divisió que es tancaria amb l'ascens. La temporada 95-96 va ser més complicada per al jugador: es va perdre les jornades inicials per una lesió, i a mitja temporada, el fitxatge d'Abel Resino el va relegar a la banqueta. L'entrenador Marcos Alonso va ser destituït i amb Fernando Zambrano, el nigerià va ser titular a les darreres tres dates de la lliga i en la promoció, guanyant-hi la permanència.
A la temporada posterior, Wilfred marxa a l'Écija Balompié, un equip andalús que tot just havia pujat a Segona Divisió. En eixa campanya va disputar 23 partits. El club va ser l'últim de la taula i va consumar el retorn a la Segona B.
Amb la carta de llibertat, va marxar a Nigèria. Sense ofertes, es va retirar.

## Internacional
Wilfred va ser internacional amb la selecció de futbol de Nigèria en 14 ocasions, entre 1983 i 1994. Va formar part del combinat del seu país al Mundial de Futbol dels Estats Units 1994 i va guanyar la Copa d'Àfrica d'eixe mateix any.

## Vida personal
Després de la seua retirada, Wilfred Agbonavbare es va establir a la Comunitat de Madrid, on hi va treballar com a repartidor, com a mosso a l'aeroport de Barajas o entrenador de porters del CD Coslada. El seu cas hi va aparèixer en el programa de La Sexta El Jefe Infiltrado, l'any 2014, ja que hi treballava a una de les empreses del programa.
A finals de gener de 2015 es va fer públic que patia càncer d'òssos, la malaltia que ja havia mort la seua dona, ella de mama. El 24 de gener, els jugadors del partit entre el Rayo Vallecano i l'Atlètic de Madrid van desplegar una pancarta en el seu suport. Només tres dies més tard, moria a l'edat de 48 anys. Com a homenatge, l'equip rayista ha batejat amb el seu nom la porta núm. 1 de l'estadi de Vallecas.